# Željko Milinovič
Željko Milinovič (Ljubljana, 12 oktober 1969) is een voormalig Sloveens voetballer.

## Interlandcarrière
Milinovič debuteerde in 1997 in het Sloveens nationaal elftal en speelde 38 interlands, waarin hij 3 keer scoorde.